# Barcelona Open Banco Sabadell 2023
Barcelona Open Banco Sabadell 2023, známý jako Torneo Godó 2023, byl tenisový turnaj na mužském profesionálním okruhu ATP Tour hraný v Královském tenisovém klubu. Jubilejní sedmdesátý ročník Barcelona Open probíhal mezi 17. až 23. dubnem 2023 v katalánské metropoli Barceloně na otevřených antukových dvorcích.
Turnaj dotovaný 2 872 435 eury patřil do kategorie ATP Tour 500. Nejvýše nasazeným singlistou se stal druhý hráč světa Carlos Alcaraz ze Španělska. Jako poslední přímý účastník do dvouhry nastoupil 121. hráč žebříčku, Španěl Pedro Martínez. V důsledku invaze Ruska na Ukrajinu na konci února 2022 řídící organizace tenisu ATP, WTA a ITF s grandslamy rozhodly, že ruští a běloruští tenisté mohli dále na okruzích startovat, ale do odvolání nikoli pod vlajkami Ruska a Běloruska.
Devátý singlový titul na okruhu ATP Tour a třetí v kategorii ATP 500 vybojoval 19letý Carlos Alcaraz, který poprvé v kariéře obhájil trofej. Finálovou výhrou navýšil neporazitelnost na španělské půdě na 14 zápasů. Čtyřhru vyhráli argentinští kvalifikanti Máximo González a Andrés Molteni, kteří ve finále odvrátili mečbol. V probíhající sezóně si tak připsali třetí trofej a celkově čtvrtou společnou.

## Rozdělení bodů a finančních odměn

### Rozdělení bodů
| Soutěž  | Soutěž | vítězové | finalisté | semifinalisté | čtvrtfinalisté | 16 v kole | 32 v kole | 56 v kole | Q  | Q2 | Q1 |
| ------- | ------ | -------- | --------- | ------------- | -------------- | --------- | --------- | --------- | -- | -- | -- |
| dvouhra | [ 2 ]  | 500      | 300       | 180           | 90             | 45        | 20        | 0         | 10 | 4  | 0  |
| čtyřhra | [ 6 ]  | 500      | 300       | 180           | 90             | 0         | —         | —         | 45 | 25 | 0  |

### Finanční odměny
| Soutěž                              | Soutěž      | vítězové  | finalisté | semifinalisté | čtvrtfinalisté | 16 v kole | 32 v kole | 56 v kole | Q2      | Q1      |
| ----------------------------------- | ----------- | --------- | --------- | ------------- | -------------- | --------- | --------- | --------- | ------- | ------- |
| dvouhra                             | [ 2 ] [ 7 ] | 477 795 € | 254 825 € | 132 190 €     | 69 020 €       | 36 365 €  | 19 910 €  | 10 615 €  | 5 575 € | 3 185 € |
| čtyřhra                             | [ 6 ]       | 167 240 € | 89 190 €  | 45 120 €      | 22 560 €       | 11 680 €  | —         | —         | —       | —       |
| částka ve čtyřhře je uvedena na pár |             |           |           |               |                |           |           |           |         |         |

## Mužská dvouhra

### Nasazení
| Stát                          | Hráč                        | ATP | Nasazení |
| ----------------------------- | --------------------------- | --- | -------- |
| Španělsko                     | Carlos Alcaraz              | 2.  | 1.       |
| Řecko                         | Stefanos Tsitsipas          | 3.  | 2.       |
| Norsko                        | Casper Ruud                 | 4.  | 3.       |
| Itálie                        | Jannik Sinner               | 8.  | 4.       |
| USA                           | Frances Tiafoe              | 11. | 5.       |
|                               | Karen Chačanov              | 12. | 6.       |
| Spojené království            | Cameron Norrie              | 14. | 7.       |
| Austrálie                     | Alex de Minaur              | 19. | 8.       |
| Itálie                        | Lorenzo Musetti             | 21. | 9.       |
| Španělsko                     | Alejandro Davidovich Fokina | 24. | 10.      |
| Bulharsko                     | Grigor Dimitrov             | 25. | 11.      |
| Spojené království            | Dan Evans                   | 28. | 12.      |
| Španělsko                     | Roberto Bautista Agut       | 29. | 13.      |
| Kanada                        | Denis Shapovalov            | 30. | 14.      |
| Argentina                     | Francisco Cerúndolo         | 33. | 15.      |
| Japonsko                      | Jošihito Nišioka            | 36. | 16.      |
| Žebříček ATP k 10. dubnu 2023 |                             |     |          |

### Jiné formy účasti
Následující hráči obdrželi divokou kartu do hlavní soutěže:
- Pablo Andújar
- Feliciano López
- Daniel Rincón
- Fernando Verdasco

Následující hráč nastoupil pod žebříčkovou ochranou:
- Attila Balázs

Následující hráči postoupili z kvalifikace:
- Matteo Arnaldi
- Lorenzo Giustino
- Pavel Kotov
- Jozef Kovalík
- Oleksij Krutych
- Marco Trungelliti

### Odhlášení
před zahájením turnaje
- Pablo Carreño Busta → nahradil jej  Attila Balázs
- Sebastian Korda → nahradil jej  Emilio Gómez
- Daniil Medveděv → nahradil jej  Pedro Martínez
- Rafael Nadal → nahradil jej   Alexandr Ševčenko
- Brandon Nakashima → nahradil jej  Tomás Martín Etcheverry
- Mikael Ymer → nahradil jej  Francesco Passaro

## Mužská čtyřhra

### Nasazení
| Stát                                                                                   | Hráč           | Stát               | Hráč            | ATP | Nasazení |
| -------------------------------------------------------------------------------------- | -------------- | ------------------ | --------------- | --- | -------- |
| Nizozemsko                                                                             | Wesley Koolhof | Spojené království | Neal Skupski    | 2.  | 1.       |
| USA                                                                                    | Rajeev Ram     | Spojené království | Joe Salisbury   | 7.  | 2.       |
| Chorvatsko                                                                             | Nikola Mektić  | Chorvatsko         | Mate Pavić      | 13. | 3.       |
| Chorvatsko                                                                             | Ivan Dodig     | USA                | Austin Krajicek | 19. | 4.       |
| Žebříček ATP k 10. dubnu 2023; číslo je součtem žebříčkového postavení obou členů páru |                |                    |                 |     |          |

### Jiné formy účasti
Následující páry obdržely divokou kartu do hlavní soutěže:
- Simone Bolelli /  Marcel Granollers
- Jaume Munar /  Albert Ramos-Viñolas

Následující pár postoupil z kvalifikace:
- Máximo González /  Andrés Molteni

### Odhlášení
před zahájením turnaje
- Marcel Granollers /  Horacio Zeballos → nahradili je  Rafael Matos /  David Vega Hernández

## Přehled finále

### Mužská dvouhra
- Carlos Alcaraz vs.  Stefanos Tsitsipas, 6–3, 6–4

### Mužská čtyřhra
- Máximo González /  Andrés Molteni vs.  Wesley Koolhof /  Neal Skupski, 6–3, 6–7(8–10), [10–4]